# Nordiska designpriset
Nordiska designpriset för formpressade trämöbler (1983-2006 Forsnäspriset) är ett årligt svenskt pris för bästa formpressade möbel. Det instiftades av Möbelinstitutet och Stiftelsen för möbelforskning i samverkan med Forsnäs AB. Syftet med priset är att stimulera intresset för och främja utvecklingen av tekniken med formpressning av skiktlimmat trä som möbelmaterial. 
Priset delas ut vid öppnandet av den årliga internationella Stockholm Furniture Fair på Stockholmsmässan. Bakom priset står de ledande företagen i branschen: Bendinggroup AB, Forsnäs Form AB och AB Åberg & Söner. Producerande företag får prisdiplom. Formgivaren av belönad möbel får både diplom och stipendium. Juryn är självständig och valet av pristagare sker oberoende av vilket företag som producerat de möbler juryn granskar.

## Kriterier vid jurybedömning
Möblerna ska ha kommit i produktion eller tillkommit som prototyp eller modell de senaste två åren före utdelningsåret. Juryn utgår i sin bedömning från att möblerna ska kännetecknas av god form eller av att tekniken med formpressning används på sätt som förtjänar att uppmärksammas. Juryn ska också ta hänsyn till produkternas kommersiella möjligheter.

## Mottagare av priset
- 2005 års pris tilldelades Fredrik Mattson från Blå Station för stolen chair 69.[1]
- 2006 års pris tilldelades Eirik Helgesen, Bergen för prototyp till vägghyllsystem SantoniCoppiCalla.[2]
- 2007 års pris tilldelades Peter Opsvik, Oslo för prototyp till stapelbar stol/karmstol VIOLA.
- 2008 års pris tilldelades Samuli Naamanka och Avarte Oy, Helsingfors för stapelbar stol UNI.
- 2009 års pris tilldelades formgivarna Dan Sunaga och Staffan Holm samt producenten Karl Andersson & Söner AB för bordet NEWTON